# Ljungsäckspindel
Ljungsäckspindel (Clubiona trivialis) är en spindelart som beskrevs av Carl Ludwig Koch 1843. Ljungsäckspindel ingår i släktet Clubiona och familjen säckspindlar. Arten är reproducerande i Sverige. Inga underarter finns listade i Catalogue of Life.